# Philip Davis
Philip Edward "Brave" Davis (n. 7 iunie 1951, Nassau, Bahamas) este un politician din Bahamas care ocupă funcția de prim-ministru al Bahamasului din 2021. El este membru al Parlamentului pentru Cat Island, Rum Cay și San Salvador din mai 2002.
Davis a fost viceprim-ministru în mandatul lui Perry Christie și ministru al lucrărilor publice și dezvoltării urbane din 2012 până în 2017. A fost apoi șef al opoziției din mai 2017 până în septembrie 2021, când a condus Partidul Liberal Progresist la victoria din alegeri și, ulterior, a depus jurământul ca prim-ministru.